# Torneo Apertura 2016 (Honduras)
El Torneo Apertura 2016 (también llamado Copa Salva Vida de Apertura 2016, por motivos de patrocinio), fue la (70.ª edición) de la Liga Nacional de Honduras, siendo el primer torneo de la Temporada 2016-17. Comenzó a disputarse el día 29 de julio y culminó el 18 de diciembre de 2016.
El campeón disputará la Concacaf Liga Campeones 2017-18.

## Sistema de competición

### Fase de clasificación
En la fase de clasificación se observará el sistema de puntos. La ubicación en la tabla general está sujeta a lo siguiente:
- Por juego ganado se obtendrán tres puntos.
- Por juego empatado se obtendrá un punto.
- Por juego perdido no se otorgan puntos.

El campeonato se jugará con un sistema de «todos contra todos» entre los diez equipos participantes. Los partidos estarán definidos en 18 jornadas, y al finalizar las mismas los primeros dos lugares clasificarán de manera automática a las semifinales, mientras que los equipos que ocuparon el 3°, 4°, 5° y 6° puesto tendrán que jugar la «Liguilla final» (repechajes) en partidos de ida y vuelta; el resto de los equipos quedará sin ninguna opción a pelear por el título.

### Fase final
La fase final se definirá por las siguientes etapas:
- Repechajes
- Semifinales
- Final

A las semifinales clasificarán los dos equipos vencedores de la «Liguilla final» y los antes clasificados de manera directa. Cada uno de estos cuatro equipos se enfrentarán en dos partidos (ida y vuelta) y el que logre anotar el mayor número de goles obtendrá un cupo en la «Gran Final». De existir empate en el número de goles anotados, la clasificación se definirá a través del Reglamento, es decir, el equipo que haya anotado el mayor número de goles en condición de visitante.
Disputarán el título de Campeón del Torneo de Apertura 2016 los dos clubes vencedores de la fase semifinal correspondiente, reubicándolos del uno al dos, de acuerdo a su mejor posición en la Tabla de Clasificación al término de la jornada 18.

## Información de los equipos

### Ascenso y descenso
| Pos | a la Liga Nacional |
| --- | ------------------ |
| 1º  | Social Sol         |

| Pos | a la Liga de Ascenso |
| --- | -------------------- |
| 10º | Victoria             |

### Equipos participantes
| Equipo            | Ciudad         | Entrenador          | Estadio                                                           | Aforo                | Primera participación |
| ----------------- | -------------- | ------------------- | ----------------------------------------------------------------- | -------------------- | --------------------- |
| Olimpia           | Tegucigalpa    | Héctor Vargas       | Tiburcio Carías Andino                                            | 35,000               | 1965                  |
| Motagua           | Tegucigalpa    | Diego Vásquez       | Tiburcio Carías Andino                                            | 35,000               | 1965                  |
| Real España       | San Pedro Sula | Mauro Reyes         | General Francisco Morazán Olímpico Metropolitano                  | 20,000 40,000        | 1965                  |
| Marathón          | San Pedro Sula | Carlos Pavón        | General Francisco Morazán Olímpico Metropolitano Yankel Rosenthal | 20,000 40,000 15,000 | 1965                  |
| Vida              | La Ceiba       | Elvin López         | Municipal Ceibeño                                                 | 20,000               | 1965                  |
| Platense          | Puerto Cortés  | Reynaldo Clavasquín | Excelsior                                                         | 15,000               | 1965                  |
| Real Sociedad     | Tocoa          | Carlos Martínez     | Francisco Martínez Durón                                          | 10,000               | 2012                  |
| Honduras Progreso | El Progreso    | Héctor Castellón    | Humberto Micheletti                                               | 5,000                | 1965                  |
| Juticalpa F. C.   | Juticalpa      | Wilmer Cruz         | Juan Ramón Brevé Vargas                                           | 22,000               | 2015                  |
| Social Sol        | Olanchito      | Gustavo Gallegos    | Estadio San Jorge                                                 | 3,000                | 2016                  |

### Equipos por zona geográfica
| Honduras Progreso Motagua Olimpia Real Sociedad Real España Marathón Vida Social Sol Platense Juticalpa FC \| Departamento \| N.º \| Equipos \| \| ----------------- \| --- \| -------------------------------- \| \| Cortés \| 3 \| Marathon, Platense y Real España \| \| Francisco Morazán \| 2 \| Motagua y Olimpia \| \| Yoro \| 2 \| Honduras Progreso y Social Sol \| \| Atlántida \| 1 \| Vida \| \| Colón \| 1 \| Real Sociedad \| \| Olancho \| 1 \| Juticalpa F. C. \| |     |                                  |
| Departamento | N.º | Equipos                          |
| Cortés | 3   | Marathon, Platense y Real España |
| Francisco Morazán | 2   | Motagua y Olimpia                |
| Yoro | 2   | Honduras Progreso y Social Sol   |
| Atlántida | 1   | Vida                             |
| Colón | 1   | Real Sociedad                    |
| Olancho | 1   | Juticalpa F. C.                  |

### Cupos de Extranjeros
De acuerdo con los reglamentos impuestos por la Liga Nacional de Fútbol Profesional de Honduras (LNPHN) y la Federación Nacional Autónoma de Fútbol de Honduras (FENAFUTH), los equipos hondureños de Primera División están limitados a tener en sus plantillas un máximo de cuatro jugadores extranjeros.
| Equipo            | Jugador 1              | Jugador 2        | Jugador 3       | Jugador 4       | Jugador 5*   |
| ----------------- | ---------------------- | ---------------- | --------------- | --------------- | ------------ |
| Olimpia           | Jhon Sánchez           | Javier Estupiñán | Fábio de Souza* |                 |              |
| Motagua           | Santiago Vergara       | Martín Pucheta   |                 |                 |              |
| Real España       | Luciano Ursino         | Omar Zalazar     | Jhovany Mina    | Claudio Cardozo |              |
| Marathón          | Israel Silva           | Eder Munive      | Charles Córdoba |                 |              |
| Platense          | José Calderón          | Richard Dixon    | Brunet Hay      | Yuberney Franco | Luis Castro* |
| Honduras Progreso | Woodrow West           | Roy Smith        | Mario Abadía    |                 |              |
| Juticalpa F. C.   | Sebastián Portigliatti |                  |                 |                 |              |
| Social Sol        | Carlos Ramírez         |                  |                 |                 |              |
| Vida              |                        |                  |                 |                 |              |
| Real Sociedad     |                        |                  |                 |                 |              |

(*) Estos jugadores cuentan con la nacionalidad hondureña, y por ende, pueden utilizar carnet de jugador hondureño.

### Cambios de entrenadores
| Equipo        | Entrenador saliente | Jornadas | Nuevo entrenador | Jornadas |
| ------------- | ------------------- | -------- | ---------------- | -------- |
| Real Sociedad | Marvin Solano       | 1 - 4    | Douglas Munguía  | 5        |
| Real Sociedad | Douglas Munguía     | 5        | Carlos Martínez  | 6 - 18   |
| Social Sol    | Carlos Caballero    | 1 - 8    | Horacio Londoño  | 9 - 12   |
| Social Sol    | Horacio Londoño     | 9 - 12   | Gustavo Gallegos | 13 - 18  |

## Fase de clasificación

### Primera vuelta
| Olimpia            | 3 - 2 | Social Sol  | Tiburcio Carías Andino   | 29 de julio | 19:00 |
| Marathón           | 3 - 3 | Platense    | Yankel Rosenthal         | 30 de julio | 15:00 |
| Juticalpa F. C.    | 2 - 1 | Real España | Juan Ramón Brevé Vargas  | 31 de julio | 14:00 |
| Real Sociedad      | 1 - 1 | Vida        | Francisco Martínez Durón | 31 de julio | 14:00 |
| Honduras Progreso  | 0 - 2 | Motagua     | Humberto Micheletti      | 31 de julio | 15:15 |
| Total de goles: 18 |       |             |                          |             |       |

| Vida               | 1 - 1 | Juticalpa F. C.   | Ceibeño                | 5 de agosto | 19:00 |
| Real España        | 2 - 1 | Marathón          | Morazán                | 6 de agosto | 19:00 |
| Social Sol         | 0 - 1 | Honduras Progreso | San Jorge              | 6 de agosto | 19:00 |
| Platense           | 2 - 2 | Olimpia           | Excélsior              | 7 de agosto | 15:00 |
| Motagua            | 2 - 0 | Real Sociedad     | Tiburcio Carías Andino | 7 de agosto | 16:00 |
| Total de goles: 12 |       |                   |                        |             |       |

| Juticalpa F. C.   | 0 - 0 | Motagua       | Juan Ramón Brevé Vargas | 10 de agosto | 19:00 |
| Marathón          | 0 - 1 | Vida          | Morazán                 | 10 de agosto | 19:00 |
| Olimpia           | 1 - 0 | Real España   | Tiburcio Carías Andino  | 10 de agosto | 19:00 |
| Social Sol        | 0 - 1 | Platense      | San Jorge               | 10 de agosto | 19:00 |
| Honduras Progreso | 4 - 1 | Real Sociedad | Humberto Micheletti     | 10 de agosto | 19:15 |
| Total de goles: 8 |       |               |                         |              |       |

| Real España        | 2 - 1 | Social Sol        | Morazán                  | 13 de agosto | 19:00 |
| Vida               | 2 - 2 | Olimpia           | Ceibeño                  | 13 de agosto | 19:00 |
| Real Sociedad      | 2 - 1 | Juticalpa F. C.   | Francisco Martínez Durón | 14 de agosto | 14:00 |
| Platense           | 4 - 1 | Honduras Progreso | Excélsior                | 14 de agosto | 15:00 |
| Motagua            | 3 - 1 | Marathón          | Tiburcio Carías Andino   | 14 de agosto | 16:00 |
| Total de goles: 19 |       |                   |                          |              |       |

| Marathón          | 0 - 0 | Real Sociedad   | Yankel Rosenthal        | 20 de agosto    | 15:00 |
| Platense          | 1 - 0 | Real España     | Excélsior               | 20 de agosto    | 16:00 |
| Social Sol        | 0 - 0 | Vida            | San Jorge               | 20 de agosto    | 19:00 |
| Honduras Progreso | 1 - 1 | Juticalpa F. C. | Juan Ramón Brevé Vargas | 21 de agosto    | 15:15 |
| Olimpia           | 3 - 1 | Motagua         | Tiburcio Carías Andino  | 8 de septiembre | 19:00 |
| Total de goles: 7 |       |                 |                         |                 |       |

| Vida               | 0 - 0 | Platense          | Ceibeño                  | 26 de agosto | 19:00 |
| Real Sociedad      | 2 - 3 | Olimpia           | Francisco Martínez Durón | 28 de agosto | 14:00 |
| Juticalpa          | 0 - 1 | Marathón          | Juan Ramón Brevé Vargas  | 28 de agosto | 14:00 |
| Motagua            | 1 - 0 | Social Sol        | Tiburcio Carías Andino   | 28 de agosto | 16:00 |
| Real España        | 4 - 1 | Honduras Progreso | Morazán                  | 28 de agosto | 18:00 |
| Total de goles: 12 |       |                   |                          |              |       |

| Eliminatorias al Mundial de Rusia 2018 |

| Real España        | 3 - 0 | Vida            | Morazán                | 10 de septiembre | 19:00 |
| Social Sol         | 1 - 1 | Real Sociedad   | San Jorge              | 10 de septiembre | 19:00 |
| Honduras Progreso  | 1 - 2 | Marathón        | Humberto Micheletti    | 10 de septiembre | 19:15 |
| Platense           | 4 - 2 | Motagua         | Excélsior              | 11 de septiembre | 15:00 |
| Olimpia            | 2 - 0 | Juticalpa F. C. | Tiburcio Carías Andino | 11 de septiembre | 16:00 |
| Total de goles: 16 |       |                 |                        |                  |       |

| Marathón           | 2 - 0 | Olimpia     | Morazán                  | 17 de septiembre | 15:00 |
| Real Sociedad      | 1 - 2 | Platense    | Francisco Martínez Durón | 18 de septiembre | 14:00 |
| Motagua            | 1 - 1 | Real España | Tiburcio Carías Andino   | 18 de septiembre | 16:00 |
| Juticalpa F. C.    | 3 - 1 | Social Sol  | Juan Ramón Brevé Vargas  | 18 de septiembre | 16:00 |
| Honduras Progreso  | 1 - 0 | Vida        | Humberto Micheletti      | 18 de septiembre | 20:06 |
| Total de goles: 12 |       |             |                          |                  |       |

| Olimpia            | 2 - 0 | Honduras Progreso | Tiburcio Carías Andino | 21 de septiembre | 19:00 |
| Platense           | 2 - 2 | Juticalpa F. C.   | Excélsior              | 21 de septiembre | 19:00 |
| Real España        | 2 - 1 | Real Sociedad     | Morazán                | 21 de septiembre | 19:00 |
| Social Sol         | 0 - 1 | Marathón          | San Jorge              | 21 de septiembre | 19:00 |
| Vida               | 0 - 1 | Motagua           | Ceibeño                | 21 de septiembre | 19:00 |
| Total de goles: 11 |       |                   |                        |                  |       |

### Segunda vuelta
| Real España        | 2 - 2 | Juticalpa F. C.   | Tiburcio Carías Andino | 24 de septiembre | 19:00 |
| Social Sol         | 1 - 2 | Olimpia           | San Jorge              | 24 de septiembre | 19:00 |
| Vida               | 0 - 1 | Real Sociedad     | Ceibeño                | 24 de septiembre | 19:00 |
| Platense           | 1 - 1 | Marathón          | Excélsior              | 25 de septiembre | 15:00 |
| Motagua            | 0 - 0 | Honduras Progreso | Tiburcio Carías Andino | 25 de septiembre | 16:00 |
| Total de goles: 10 |       |                   |                        |                  |       |

| Marathón          | 0 - 0 | Real España | Yankel Rosenthal         | 1 de octubre | 15:30 |
| Real Sociedad     | 1 - 1 | Motagua     | Francisco Martínez Durón | 2 de octubre | 15:00 |
| Juticalpa F. C.   | 1 - 1 | Vida        | Juan Ramón Brevé Vargas  | 2 de octubre | 15:00 |
| Olimpia           | 3 - 1 | Platense    | Tiburcio Carías Andino   | 2 de octubre | 16:00 |
| Honduras Progreso | 1 - 0 | Social Sol  | Humberto Micheletti      | 2 de octubre | 18:15 |
| Total de goles: 9 |       |             |                          |              |       |

| Vida               | 1 - 0 | Marathón          | Ceibeño                  | 9 de octubre  | 11:00 |
| Real Sociedad      | 3 - 0 | Honduras Progreso | Francisco Martínez Durón | 9 de octubre  | 15:00 |
| Platense           | 2 - 0 | Social Sol        | Excélsior                | 9 de octubre  | 15:00 |
| Motagua            | 2 - 2 | Juticalpa F. C.   | Tiburcio Carías Andino   | 9 de octubre  | 16:00 |
| Real España        | 3 - 2 | Olimpia           | Morazán                  | 12 de octubre | 19:00 |
| Total de goles: 15 |       |                   |                          |               |       |

| Marathón           | 3 - 1 | Motagua       | Yankel Rosenthal        | 15 de octubre | 15:00 |
| Olimpia            | 3 - 1 | Vida          | Tiburcio Carías Andino  | 15 de octubre | 19:00 |
| Social Sol         | 0 - 3 | Real España   | San Jorge               | 15 de octubre | 19:00 |
| Honduras Progreso  | 3 - 5 | Platense      | Humberto Micheletti     | 15 de octubre | 19:15 |
| Juticalpa F. C.    | 1 - 1 | Real Sociedad | Juan Ramón Brevé Vargas | 16 de octubre | 14:00 |
| Total de goles: 21 |       |               |                         |               |       |

| Real España        | 1 - 0 | Platense          | Morazán                  | 22 de octubre | 19:00 |
| Vida               | 3 - 1 | Social Sol        | Ceibeño                  | 22 de octubre | 19:00 |
| Juticalpa F. C.    | 4 - 1 | Honduras Progreso | Juan Ramón Brevé Vargas  | 23 de octubre | 14:00 |
| Real Sociedad      | 2 - 1 | Marathón          | Francisco Martínez Durón | 23 de octubre | 15:00 |
| Motagua            | 1 - 1 | Olimpia           | Tiburcio Carías Andino   | 23 de octubre | 16:00 |
| Total de goles: 15 |       |                   |                          |               |       |

| Marathón           | 2 - 2 | Juticalpa F. C. | Yankel Rosenthal       | 29 de octubre | 15:00 |
| Social Sol         | 3 - 2 | Motagua         | San Jorge              | 29 de octubre | 19:00 |
| Platense           | 3 - 0 | Vida            | Excélsior              | 30 de octubre | 15:00 |
| Honduras Progreso  | 3 - 1 | Real España     | Humberto Micheletti    | 30 de octubre | 15:15 |
| Olimpia            | 1 - 0 | Real Sociedad   | Tiburcio Carías Andino | 30 de octubre | 16:00 |
| Total de goles: 17 |       |                 |                        |               |       |

| Real Sociedad      | 1 - 1 | Social Sol        | Francisco Martínez Durón | 2 de noviembre | 15:00 |
| Marathón           | 2 - 2 | Honduras Progreso | Yankel Rosenthal         | 2 de noviembre | 15:00 |
| Juticalpa F. C.    | 1 - 2 | Olimpia           | Juan Ramón Brevé Vargas  | 2 de noviembre | 19:00 |
| Motagua            | 4 - 2 | Platense          | Tiburcio Carías Andino   | 2 de noviembre | 19:00 |
| Vida               | 1 - 2 | Real España       | Ceibeño                  | 2 de noviembre | 19:00 |
| Total de goles: 18 |       |                   |                          |                |       |

| Vida               | 0 - 1 | Honduras Progreso | Ceibeño                | 5 de noviembre | 15:00 |
| Real España        | 2 - 2 | Motagua           | Morazán                | 5 de noviembre | 19:00 |
| Social Sol         | 1 - 0 | Juticalpa F. C.   | San Jorge              | 5 de noviembre | 19:00 |
| Olimpia            | 3 - 0 | Marathón          | Tiburcio Carías Andino | 5 de noviembre | 19:00 |
| Platense           | 1 - 2 | Real Sociedad     | Excélsior              | 6 de noviembre | 15:00 |
| Total de goles: 12 |       |                   |                        |                |       |

| Eliminatorias al Mundial de Rusia 2018 |

| Honduras Progreso  | 2 - 0 | Olimpia     | Humberto Micheletti      | 19 de noviembre | 15:00 |
| Juticalpa F. C.    | 1 - 3 | Platense    | Juan Ramón Brevé Vargas  | 19 de noviembre | 15:00 |
| Real Sociedad      | 3 - 2 | Real España | Francisco Martínez Durón | 19 de noviembre | 15:00 |
| Marathón           | 2 - 0 | Social Sol  | Yankel Rosenthal         | 19 de noviembre | 15:00 |
| Motagua            | 4 - 1 | Vida        | Tiburcio Carías Andino   | 19 de noviembre | 19:00 |
| Total de goles: 18 |       |             |                          |                 |       |

## Tabla General
Simbología:

Pts: puntos acumulados.

PJ: partidos jugados.

PG: partidos ganados.

PE: partidos empatados.

PP: partidos perdidos.

GF: goles a favor.

GC: goles en contra.

|                                                |     | Equipo            | PJ | G  | E | P  | GF | GC | Dif. | Pts |
| ---------------------------------------------- | --- | ----------------- | -- | -- | - | -- | -- | -- | ---- | --- |
|                                                | 1.  | Olimpia           | 18 | 12 | 3 | 3  | 35 | 21 | +14  | 39  |
|                                                | 2.  | Platense          | 18 | 9  | 5 | 4  | 37 | 26 | +11  | 32  |
|                                                | 3.  | Real España       | 18 | 9  | 5 | 4  | 31 | 22 | +9   | 31  |
|                                                | 4.  | Motagua           | 18 | 7  | 7 | 4  | 30 | 24 | +6   | 28  |
|                                                | 5.  | Marathón          | 18 | 6  | 6 | 6  | 22 | 22 | 0    | 24  |
|                                                | 6.  | Real Sociedad     | 18 | 6  | 6 | 6  | 23 | 24 | -1   | 24  |
|                                                | 7.  | Honduras Progreso | 18 | 7  | 3 | 8  | 23 | 31 | -8   | 24  |
|                                                | 8.  | Juticalpa F. C.   | 18 | 3  | 9 | 6  | 24 | 26 | -2   | 18  |
|                                                | 9.  | Vida              | 18 | 3  | 6 | 9  | 13 | 25 | -12  | 15  |
|                                                | 10. | Social Sol        | 18 | 2  | 3 | 13 | 12 | 29 | -17  | 9   |
| Última actualización: 19 de noviembre de 2016. |     |                   |    |    |   |    |    |    |      |     |

|  | Clasificado directo a Semifinales            |
|  | Clasificado a la Liguilla final (Repechajes) |
|  | Último Lugar                                 |

### Tabla de Goleo
| Jugador                                        | Equipos           | Anotado |
| ---------------------------------------------- | ----------------- | ------- |
| Omar Zalazar                                   | Real España       | 11      |
| Rony Martínez                                  | Real Sociedad     | 11      |
| Roby Norales                                   | Platense          | 10      |
| Ángel Tejeda                                   | Honduras Progreso | 9       |
| Javier Estupiñán                               | Olimpia           | 8       |
| Brunet Hay                                     | Platense          | 8       |
| Rubilio Castillo                               | Motagua           | 8       |
| Romell Quioto                                  | Olimpia           | 7       |
| Ovidio Lanza                                   | Juticalpa F. C.   | 7       |
| Charles Córdoba                                | Marathón          | 6       |
| Luis Lobo                                      | Platense          | 6       |
| Bryan Róchez                                   | Real España       | 6       |
| Carlo Costly                                   | Olimpia           | 5       |
| Última actualización: 19 de noviembre de 2016. |                   |         |

## Fase final (Liguilla)
|  | Repechajes | Repechajes    | Repechajes | Repechajes | Repechajes |  |  | Semifinales | Semifinales | Semifinales | Semifinales | Semifinales |  |  | Final | Final    | Final | Final | Final |
|  |            |               |            |            |            |  |  |             |             |             |             |             |  |  |       |          |       |       |       |
|  |            |               |            |            |            |  |  | 2°          | Platense    | 1           | 1           | 2           |  |  |       |          |       |       |       |
|  | 3°         | Real España   | 3          | 2          | 5          |  |  | 3°          | Real España | 1           | 1           | 2           |  |  |       |          |       |       |       |
|  | 6°         | Real Sociedad | 2          | 1          | 3          |  |  |             |             |             |             |             |  |  | 2°    | Platense | 0     | 1     | 1     |
|  |            |               |            |            |            |  |  |             |             |             |             |             |  |  | 4°    | Motagua  | 1     | 1     | 2     |
|  |            |               |            |            |            |  |  | 1°          | Olimpia     | 0           | 1           | 1           |  |  |       |          |       |       |       |
|  | 4°         | Motagua       | 2          | 1          | 3          |  |  | 4°          | Motagua     | 1           | 1           | 2           |  |  |       |          |       |       |       |
|  | 5°         | Marathón      | 1          | 2          | 3          |  |  |             |             |             |             |             |  |  |       |          |       |       |       |

### Repechajes
| 23 de noviembre de 2016, 19:00. | Marathón  | 1:2     | Motagua                    | Estadio Francisco Morazán, San Pedro Sula. |                           |
|                                 | Reyes 56' | Reporte | Montes 5' · Crisanto 90+1' | Árbitro(s): Said Martínez                  | Árbitro(s): Said Martínez |

| 27 de noviembre de 2016, 16:05.                        | Motagua             | 1:2     | Marathón                 | Estadio Tiburcio Carías Andino, Tegucigalpa. |                              |
|                                                        | Castillo 90+3' (P.) | Reporte | Reyes 45+3' · Puerto 88' | Árbitro(s): Geovanny Mendoza                 | Árbitro(s): Geovanny Mendoza |
| Motagua avanzó por mejor posición en la tabla general. |                     |         |                          |                                              |                              |

| 24 de noviembre de 2016, 14:00. | Real Sociedad               | 2:3     | Real España                 | Estadio Francisco Martínez Durón, Tocoa. |                              |
|                                 | Martínez 52' · Martínez 58' | Reporte | Zalazar 28' · López 57' 61' | Árbitro(s): Héctor Rodríguez             | Árbitro(s): Héctor Rodríguez |

| 27 de noviembre de 2016, 16:00. | Real España              | 2:1     | Real Sociedad | Estadio Francisco Morazán, San Pedro Sula. |                           |
|                                 | Cardozo 2' · Zalazar 40' | Reporte | Arzú 42'      | Árbitro(s): Óscar Moncada                  | Árbitro(s): Óscar Moncada |

### Semifinales
| 1 de diciembre de 2016, 19:00. | Real España | 1:1     | Platense    | Estadio Francisco Morazán, San Pedro Sula. |                           |
|                                | Zalazar 53' | Reporte | Castillo 7' | Árbitro(s): Miguel Torres                  | Árbitro(s): Miguel Torres |

| 4 de diciembre de 2016, 15:00.                          | Platense | 1:1     | Real España | Estadio Excelsior, Puerto Cortés. |                           |
|                                                         | Dixon 6' | Reporte | Delgado 60' | Árbitro(s): Said Martínez         | Árbitro(s): Said Martínez |
| Platense avanzó por mejor posición en la tabla general. |          |         |             |                                   |                           |

| 1 de diciembre de 2016, 19:30. | Motagua    | 1:0     | Olimpia | Estadio Tiburcio Carías Andino, Tegucigalpa. |                         |
|                                | Andino 57' | Reporte |         | Árbitro(s): Raúl Castro                      | Árbitro(s): Raúl Castro |

| 4 de diciembre de 2016, 16:00. | Olimpia         | 1:1     | Motagua     | Estadio Tiburcio Carías Andino, Tegucigalpa. |                              |
|                                | Estupiñán 45+2' | Reporte | Pereira 31' | Árbitro(s): Melvin Matamoros                 | Árbitro(s): Melvin Matamoros |

### Final
| 11 de diciembre de 2016, 16:00. | Motagua | 1:0 | Platense | Estadio Tiburcio Carías Andino, Tegucigalpa. |  |
|                                 |         |     |          | Árbitro(s): Raúl Castro                      |  |

| 18 de diciembre de 2016, 16:00. | Platense | 1:1 | Motagua | Estadio Excelsior, Puerto Cortés. |  |
|                                 |          |     |         | Árbitro(s): Melvin Matamoros      |  |

|                            |
| Campeón Motagua 14° título |

### Tabla de Goleo
| Jugador                                       | Equipos       | Anotado |
| --------------------------------------------- | ------------- | ------- |
| Omar Zalazar                                  | Real España   | 3       |
| Iván López                                    | Real España   | 2       |
| Diego Reyes                                   | Marathón      | 2       |
| Dabirson Castillo                             | Platense      | 1       |
| Claudio Cardozo                               | Real España   | 1       |
| Rubilio Castillo                              | Motagua       | 1       |
| Henry Figueroa                                | Motagua       | 1       |
| Félix Crisanto                                | Motagua       | 1       |
| Erick Andino                                  | Motagua       | 1       |
| Jairo Puerto                                  | Marathón      | 1       |
| Rony Martínez                                 | Real Sociedad | 1       |
| Henry Martínez                                | Real Sociedad | 1       |
| Pablo Arzú                                    | Real Sociedad | 1       |
| Última actualización: 1 de diciembre de 2016. |               |         |

## Estadísticas

### Clasificados a torneos internacionales
| Clasificado | Concacaf Liga Campeones 2018-19                     |
| ----------- | --------------------------------------------------- |
| Motagua     | Campeón Torneo Apertura 2016 y Torneo Clausura 2017 |
| Olimpia     | Campeón Liga Concacaf 2017                          |

| Clasificado       | Liga Concacaf 2017                 |
| ----------------- | ---------------------------------- |
| Honduras Progreso | Subcampeón Torneo Clausura 2017    |
| Platense          | Subcampeón Torneo Apertura 2016    |
| Olimpia           | Primer Lugar Tabla General 2016-17 |

### Promedio de Descenso
| Pos  | Equipo            | Ap. 2016 | Cl. 2017 | Total | PJ | Promedio |
| ---- | ----------------- | -------- | -------- | ----- | -- | -------- |
| 1.º  | Olimpia           | 39       | -        | 39    | 18 | 2.1667   |
| 2.º  | Platense          | 32       | -        | 32    | 18 | 1.7778   |
| 3.º  | Real España       | 31       | -        | 31    | 18 | 1.7222   |
| 4.º  | Motagua           | 28       | -        | 28    | 18 | 1.5556   |
| 5.º  | Marathón          | 24       | -        | 24    | 18 | 1.3333   |
| 6.º  | Real Sociedad     | 24       | -        | 24    | 18 | 1.3333   |
| 7.º  | Honduras Progreso | 24       | -        | 24    | 18 | 1.3333   |
| 8.º  | Juticalpa F. C.   | 18       | -        | 18    | 18 | 1.0000   |
| 9.º  | Vida              | 15       | -        | 15    | 18 | 0.8333   |
| 10.º | Social Sol        | 9        | -        | 9     | 18 | 0.5000   |

|  |                                                                                              |
|  | El equipo que ocupe esta posición al finalizar la temporada descenderá a la Liga de Ascenso. |